# 飛行隊長 (第二次世界大戦ドイツ空軍)
飛行隊長（ひこうたいちょう） とは第二次世界大戦のドイツ空軍の戦闘機部隊における戦闘航空団 (Jagdgeschwader) に次ぐ戦闘機部隊の単位である飛行隊 (Gruppe) の指揮官の呼称である Gruppenkommandeur の訳語の一つである。飛行隊は空軍大尉、もしくは空軍少佐が指揮する。他の訳語としては、第 xx 飛行群の司令官、第 xx 飛行連隊長、第 xx 飛行大隊の第 xx 集団長と内容的に大きく幅のある訳語が充てられ、読者を混乱させることがある。保有戦闘機数等の編制については戦闘航空団司令を参照。
- 英空軍の Wing Commander に相当する。